# 楊志超
楊志超（Douglas Young，1965年—），香港出生，香港室內設計及傢具設計師，香港家居專門店住好啲創辦人。

## 生平
楊志超是九龍巴士創辦人之一雷瑞德的後人，其母親雷覺雲為雷瑞德的女兒。他14歲到英國留學，後於謝菲爾德修讀建築，取得建築學學位。1991年返回香港，從事住宅及零售店室內設計及代理外地傢具品牌。1996年與劉玉德合夥創辦家居專門店住好啲，當時店址位於鴨脷洲工廠區，主要售賣自家品牌貨品，並強調香港本地特色，以香港常見事物作為設計元素，產品亦切合香港家庭的需要及口味，價格則為中、高檔路線。
楊志超喜愛收集具特色的古董舊物，藏品近萬件，近年他租下位於石硤尾的賽馬會創意藝術中心兩層，接近一萬呎單位作為公司工作室及展覽館。
2009年6月，楊志超掌舵的「住好啲」與國際連鎖咖啡店星巴克合作，在中環都爹利街新店採用60-70年代香港傳統冰室設計。

## 獎項
- 2005年：2005十大最佳衣著人士[6]
- 2006年：十大傑出設計師大獎[7]
- 2007年：香港設計師協會獎，刊物項目之時裝目錄

## 資料來源
1. ↑  要贏就要出位 楊志超 頭條日報
2. ↑  住好啲賣香港情懷 （页面存档备份，存于） 蘋果日報，2007年11月2日
3. ↑  楊志超：GOD背後的男人 貿發網hktdc.com （页面存档备份，存于） 香港貿易發展局，2009年4月16日
4. ↑  香港設計 貿發網hktdc.com （页面存档备份，存于） 香港貿易發展局
5. ↑  老街尋寶 楊志超 頭條日報
6. ↑  設計師簡介 （页面存档备份，存于） 香港設計廊
7. ↑  .   [2017-09-20]. （原始内容存档于2017-09-20）.